# Heidelberg (Cap-Occidental)
Cet article concerne la ville d'Afrique du Sud située dans la province du Cap-Occidental. Pour celle située dans la province de Gauteng, voir Heidelberg (Gauteng). Pour la ville allemande, voir Heidelberg. Pour les autres significations, voir Heidelberg (homonymie).
Heidelberg est une ville d'Afrique du Sud située dans la province du Cap-Occidental.

## Localisation
Heidelberg est situé à environ 274 km à l'est de la ville du Cap par la route nationale 2 dans la direction de Mossel Bay.

## Démographie
Selon le recensement de 2011, Heidelberg compte 8 259 habitants (75,34 % de coloureds, 14,40 % de blancs et 9,26 % de noirs).
L'afrikaans est la première langue maternelle de la population locale (91,93 %) devant l'anglais sud-africain (3,42 %).

## Historique
La région fait initialement partie du district de Riversdale jusqu'à ce que le conseil de l'église réformée hollandaise achète en 1855 une partie de la ferme de Doornboom pour y aménager une nouvelle congrégation. Baptisée en l'honneur de la ville allemande d'Heidelberg (et plus particulièrement du catéchisme de Heidelberg pratiquée par l'église réformée), la ville se développe à partir de 1865. En 1903, elle est devenue un important centre régional du réseau ferroviaire pour les industries de la laine, du blé, des fruits et du tabac.

## Personnalités liées à la ville
- Rudy Paige, né en 1989 à Heidelberg

## Homonymie en Afrique du Sud
- Heidelberg dans le Gauteng